# Église de l'Ascension-du-Christ de Torjok
L'église de l'Ascension-du-Christ est une église orthodoxe russe néo-byzantine construite en pierre, située dans la ville de Torjok, dans l'oblast de Tver, en Russie européenne. L'édifice est classé dans la liste de l'héritage patrimonial de la Russie d'importance régionale depuis 1999.

## Géographie
L'église est située dans la ville de Torjok, dans l'oblast de Tver. Elle se trouve au no 53 de la rue Staritskaïa.

## Histoire
L'église a été construite entre 1852 et 1854 aux dépens de marchands et de paroissiens. Les autorités soviétiquent fermèrent l'église en 1939, et son cimetière en 1947.

## Patrimonialité
L'édifice est classé dans la liste de l'héritage patrimonial de la Russie d'importance fédérale sous le no 691420181680005. Elle est de style néo-byzantin.